# Platycaulos quartziticola
Platycaulos quartziticola är en gräsväxtart som först beskrevs av Hans Peter Linder, och fick sitt nu gällande namn av Hans Peter Linder och C.R.Hardy. Platycaulos quartziticola ingår i släktet Platycaulos och familjen Restionaceae. Inga underarter finns listade i Catalogue of Life.